# Cristian Alberdi
Cristian Alberdi López (San Sebastián, España, 14 de abril de 1980), más conocido futbolísticamente como Alberdi, es un futbolista español. Juega como centrocampista y su actual equipo es el SD Amorebieta.

## Trayectoria
Es un centrocampista formado en las categorías inferiores de la Real Sociedad, el centrocampista vasco subió, tras 6 buenos meses en el filial, y allí permaneció otros 6 meses, para él una experiencia impresionante ya que fue el año que la Real Sociedad entró en Champions, aunque no llegó a debutar.
Le dijeron que no continuaría en la Real Sociedad y tuvo que ir cedido al Real Unión de Irún, allí sufrió bastante, tuvo algún problema con el entrenador y no le salieron las cosas bien, y el fútbol le brindó una nueva oportunidad, esta vez en el Playas de Jandía donde poco a poco volvió a despuntar y atesorar su clase. Así transcurría su vida cuando tras realizar otra buena temporada con el Logroñés y tener numerosas ofertas, recibió la llamada del Alcorcón.
El exjugador realista Cristian Alberdi en 2010 seguirá en el Alcorcón donde milita en Segunda División. El donostiarra ha vivido una gran experiencia en el equipo madrileño, con el 'Alcorconazo' ante el Real Madrid en Copa y el ascenso a Segunda. Alberdi, que llegó a hacer la pretemporada con el equipo del subcampeonato, está contento en el equipo madrileño y continúa.

## Clubes
| Club                                    | País   | Años      |
| --------------------------------------- | ------ | --------- |
| Real Sociedad B                         | España | 2001-2002 |
| Real Unión Club                         | España | 2002-2003 |
| Unión Deportiva Pájara Playas de Jandía | España | 2003-2004 |
| Benidorm Club Deportivo                 | España | 2004-2005 |
| Real Unión Club                         | España | 2005-2006 |
| Cultural y Deportiva Leonesa            | España | 2006-2007 |
| Logroñés Club de Fútbol                 | España | 2007-2008 |
| A.D. Alcorcón                           | España | 2008-2011 |
| SD Amorebieta                           | España | 2011-2014 |